# 프린스 술탄 빈 압둘 아지즈 스타디움
프린스 술탄 빈 압둘 아지즈 스타디움(아랍어: مدينة الأمير سلطان بن عبد العزيز الرياضية, 영어: Prince Sultan bin Abdul Aziz Stadium)는 사우디아라비아 아브하에 위치한 다목적 경기장이다. 현재 주로 축구 경기장으로 이용되며 아브하 클럽와 Damac FC의 홈구장으로 사용된다. 수용 인원은 25,000명이다.